# Nordberg Radial Engines

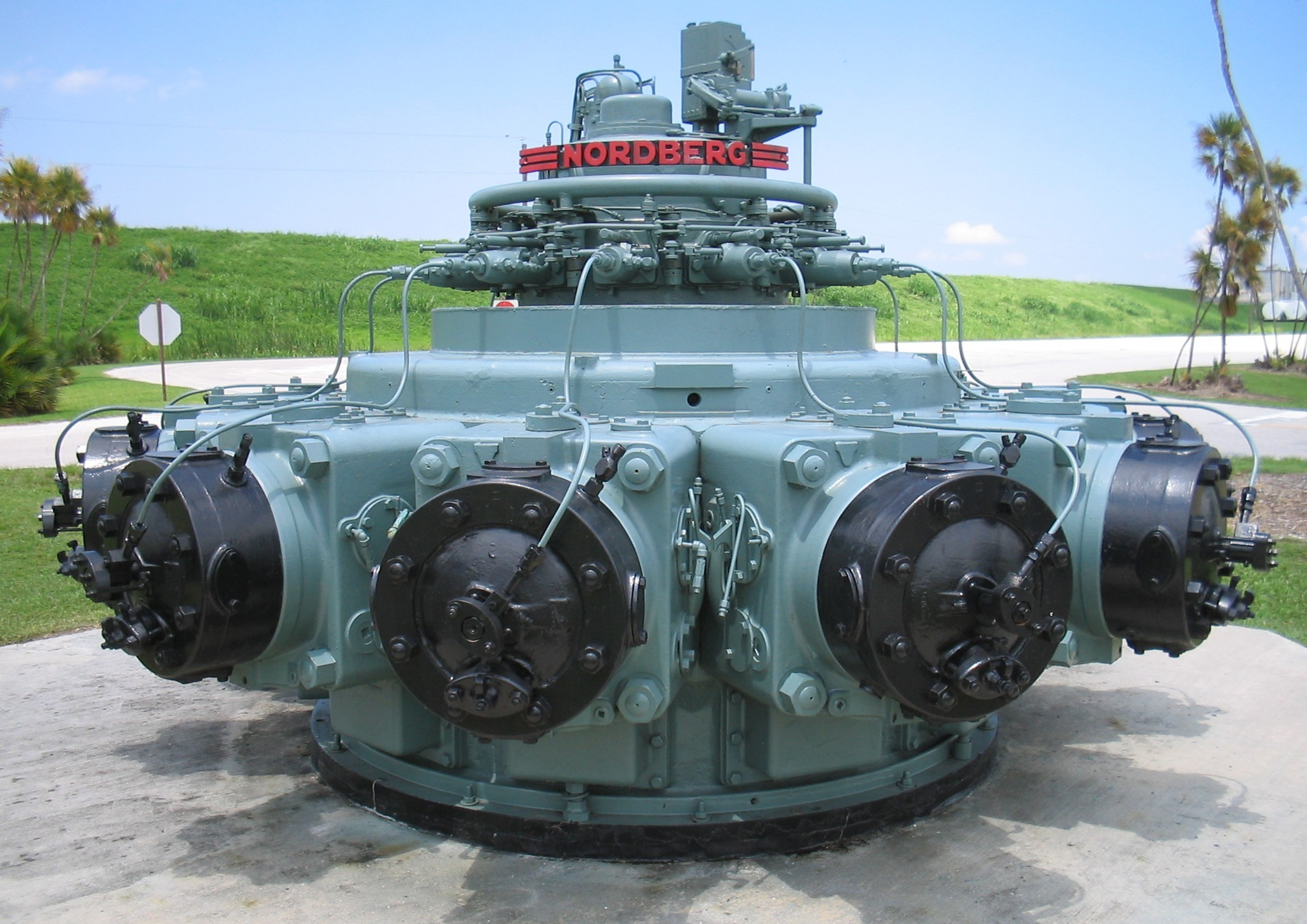
Ein museal erhaltener Nordberg Diesel-Zweitaktsternmotor in Florida, der am Okeechobeesee als Pumpenantrieb im Einsatz war

Nordberg Radial Engines war eine Baureihe von US-amerikanischen Stationärmotoren, die in den 1940er und 1950er Jahren von der Nordberg Manufacturing Company in Milwaukee, Wisconsin, gefertigt wurden. Es handelte sich um jeweils elf- oder zwölfzylindrige, flüssigkeitsgekühlte Sternmotoren, die nach dem Zweitaktprinzip arbeiteten. Sie kamen vorwiegend zum Antrieb von Stromgeneratoren und Schöpfwerken zum Einsatz.

## Geschichte und Verwendung
Die Firma Nordberg war seit den 1910er Jahren auf dem Gebiet der Großdiesel- und Stationärmotoren für Industrieanwendungen tätig. Zur Erweiterung der Produktpalette wurde in den 1940er Jahren der Stern-Zweitaktmotor entwickelt, welcher 1947 als fremdgezündeter Gasmotor eingeführt wurde. Der hauptsächliche Einsatzzweck war anfangs die Stromgewinnung aus Erdgas für den immensen Strombedarf der Aluminiumhütten. Durch die senkrechte Anordnung der Abtriebswelle eignete sich der Motor jedoch auch für andere Anwendungen, die eine stehende Wellenanordnung erfordern, wie Hebe- und Pumpwerke im Wasserbau oder in der Abwasserwirtschaft. Auch in vielen kommunalen Kraftwerken in den USA kamen die Motoren zum Einsatz.
Im Kraftwerk des Aluminiumwerks der Alcoa in Port Lavaca, Texas, waren Mitte der 1950er Jahre 242 dieser Motoren mit einer Gesamtleistung von 475.000 PS (354.207 kW) im Einsatz. In der Hütte von Kaiser Aluminum in Chalmette, Louisiana waren 80 Nordberg-Sternmotoren mit 150.000 PS (111.885 kW) installiert. Die Motoren trieben Gleichstromgeneratoren an, um den für die Schmelzflusselektrolyse (Hall-Héroult-Prozess) benötigten immensen Bedarf von Gleichstrom in räumlicher Nähe zu den Schmelzpfannen zu erzeugen. Dadurch erübrigte sich der Einsatz von Umformern zur Umwandlung von Drehstrom aus dem Netz in Gleichstrom.
Im Jahr 1973 stellte die 1970 von Rexnord übernommene Nordberg Manufacturing Company die Produktion von Dieselmotoren und Ersatzteilen ein, was durch den zunehmenden Ersatzteilmangel zu einem Ende der Ära dieser Motoren führte.
Ein 1956 in einem öffentlichen Kraftwerk in Winterset, Iowa installierter Nordberg-Diesel, der noch 2016 als Reserve vorgehalten wurde, dürfte das letzte einsatzfähige Exemplar sein.

## Beschreibung
Die Motoren waren als Stationärmotoren mit senkrecht stehender Kurbelwelle in Sternanordnung ausgelegt. Es gab – bei Verwendung von weitgehend gleichen Bauteilen wie Gehäuse und Zylindereinheiten – Ausführungen als Zweitakt-Ottomotor mit Fremdzündung zum Betrieb mit Erdgas als auch reine Diesel-Versionen zum Betrieb mit Dieselkraftstoff sowie eine als Duafuel bezeichnete Variante, die ähnlich einem Zündstrahlmotor mit einer variablen Mischung von Dieselöl und Erdgas betrieben werden konnte.
Eine typische Anlage zur Stromerzeugung erstreckte sich im Maschinenhaus über zwei Stockwerke, der eigentliche Motorstern lag gut zugänglich auf der oberen Ebene, die auch gleichzeitig das Maschinenfundament und die Bedienebene darstellte. In der unteren Ebene befanden sich der direkt von der Kurbelwelle angetriebene Generator sowie die weiteren Aggregate wie Startluftbehälter und -kompressor, Spülgebläse, Auspuffsammler und Ölpumpen sowie das untere Lager des freien Wellenendes des Generators.

### Zylinder
Die Zylinder waren bei allen Ausführungen weitgehend gleich. Sie hatten Steuerschlitze für die Umkehrspülung, zur Spülung war ein  extern oder von der Kurbelwelle angetriebenes Spülgebläse vorgesehen. Bei den fremdgezündeten Gasmotoren konnten zusätzlich zwei Turbolader mit Ladeluftkühlern eingebaut werden, um Leistung und Wirkungsgrad zu verbessern. In den Zylinderdeckeln befanden sich je nach Ausführung zwei Zündkerzen oder eine zentrale Einspritzdüse für das Dieselöl. Das Gas wurde durch ein in der Zylinderwand oberhalb der Einströmkanäle angeordnetes Gasventil zudosiert. Duafuel-Modelle hatten sowohl die Kraftstoff-Einspritzdüse im Zylinderkopf als auch das Gaszudosierungs-Ventil im Zylinder.
Bei den fremdgezündeten Gasmotoren zündeten die beiden Zündkerzen jeweils gestaffelt 15° und 8° vor dem oberen Totpunkt, um einen weicheren Druckaufbau in den großen Einzelbrennräumen zu erzielen.
Zusätzlich waren in jedem Zylinderkopf Pressluftventile zum Anlassen vorhanden. Beim Motorstart wurde die Anlassdruckluft über einen Verteiler gezielt den Zylindern so zugeleitet, dass jeweils die im Abwärtstakt befindlichen Kolben durch die eingeleitete Druckluft den Motor in Bewegung setzten und auf die zum Anspringen erforderliche Mindestdrehzahl brachten.

### Kurbeltrieb
Die senkrecht stehend angeordnete, einfach gekröpfte Kurbelwelle war aus legiertem Gusseisen gefertigt und wurde aus zwei Teilen zusammengesetzt. Das untere Teil bestand aus dem Wellenende für die Kraftabnahme, der unteren Kurbelwange mit Gegengewicht und dem Hubzapfen, das obere Teil aus der oberen Kurbelwange und dem oberen Wellenende, das die Einspritzanlage und Regelorgane auf der Gehäuseoberseite antrieb. Unter der unteren Kurbelwange war ein zusätzliches Drucklager zur Aufnahme des Eigengewichts des Kurbeltriebes angeordnet.
Im Gegensatz zu den meisten Stern-Flugmotoren waren die Pleuel nicht mit einem Haupt- und Nebenpleueln ausgeführt, sondern alle Pleuel waren in gleicher Weise mit ihrem unteren Auge in einer Ebene an einem auf dem Hubzapfen laufenden Lagerring angelenkt. Daher musste der Lagerring auf andere Weise während des Umlaufes auf das Motorgehäuse und damit den Zylinderstern ausgerichtet werden. Beim Elfzylindermotor wurde das durch ein Zahnradvorgelege erreicht, bei dem ein im Gegengewicht der oberen Kurbelwange gelagertes Steuerritzel auf einer gehäusefesten Verzahnung abrollte und durch Eingriff eines zweiten Zahnrades auf dieser Welle in eine Außenverzahnung des Anlenk-Lagerringes dieser in seiner Bahn geführt wurde, ohne sich relativ zum Gehäuse drehen zu können.
Beim Zwölfzylindermotor geschah dies durch ein patentiertes Hebelsystem. Die Pleuelfüße von zwei im Zylinderstern gegenüberliegenden Zylindern trugen je einen etwas abgewinkelten starren Hebel. Die beiden Hebel waren über ein Verbindungsglied miteinander verbunden. Dieser Hebelmechanismus war zwischen dem auf dem Hubzapfen laufenden Lagerring und der oberen Kurbelwange angeordnet, der Hubzapfen führte durch ein Langloch des Verbindungsgliedes, das sich so bewegen konnte, ohne mit der Kurbelwelle zusammenzustoßen.

## Technische Daten
- Zylinder: 11 oder 12 in Sternanordnung
- Gaswechsel: Umkehrspülung mit Schlitzsteuerung und Spülgebläse
- Zylinderbohrung: 355 mm (14 in)
- Hub: 406 mm (16 in)
- Hubraum: ca. 40,4 l pro Zylinder, entspricht 444 l beim Elfzylinder und 484,3 l beim Zwölfzylinder
- Betriebsdrehzahl: 250 bis 400/min
- Gaswechsel: externes Spülluftgebläse, je nach Ausführung zusätzlich Turbolader
- Leistung: je nach Kraftstoffart und Aufladung von 985 bis 1560 kW (1340 PS bis 2125 PS) bei 400/min
- Durchmesser: Elfzylinder 3,70 m, Zwölfzylinder 4,96 m